# Ievhen Proniouk
Ievhen Vassyliovytch Proniouk (en ukrainien : Євге́н Васи́льович Проню́к), né le 26 septembre 1936 et mort le 21 août 2023 à Kiev, est un militant des droits de l'Homme et un homme politique ukrainien. 

## Biographie
Le 6 décembre 1973, le tribunal régional de Kiev l'a condamné à sept ans d'emprisonnement dans des camps à régime strict et à trois ans d'exil en vertu de l'article 62 Partie 1 du Code pénal de la RSS d'Ukraine. Il l'a été en même temps que Vassyl Ovssienko et Vassyl Lissovyi.
Membre de la Plateforme républicaine, il est élu à la Rada de 1994 à 1998. 
Il meurt à Kiev le 21 août 2023 à l'âge de 86 ans.